# Aya Nakahara
Aya Nakahara (中原アヤ, Nakahara Aya) (Osaka, 28 luglio 1973) è una fumettista giapponese.
Ha vinto il quarantanovesimo Shogakukan Manga Award per gli shōjo manga grazie a Lovely Complex.

## Lavori
- Seishun no Tamago [1995)
- Benkyou Shinasai! (1997)
- Love! Love! Love! (1998)
- Ringo Nikki (1999)
- Hanada (2000)
- Lovely Complex (2001)
- Himitsu Kichi (2004)
- Bokura no Ibasho (2007)
- Tokimeki Gakuen Oujigumi (2008)
- Nanaco Robin (2008)
- Berry Dynamite (2009)